# Covington (Washington)
Covington (korábban Jenkin’s Prairie) az Amerikai Egyesült Államok északnyugati részén, Washington állam King megyéjében elhelyezkedő város. A 2010. évi népszámlálási adatok alapján 17 575 lakosa van.

## Történet
Az 1908-ban a településen működő Covington Lumber Company napi kétszáz köbméternyi faanyagot dolgozott fel. Az üzem a nagy gazdasági világválság hatására 1941-ben megszűnt.
A tankerületet 1937-ben alapították. Covington 1997. augusztus 31-én kapott városi rangot.

## Népesség
A 2010-es népszámláláskor a városnak 17 575 lakója, 5817 háztartása és 4649 családja volt. A népsűrűség 1144,2 fő/km2. A lakóegységek száma 6081, sűrűségük 395,9 db/km2. A lakosok 76,1%-a fehér, 4,2%-a afroamerikai, 0,8%-a indián, 8,5%-a ázsiai, 0,6%-a a Csendes-óceáni szigetekről származik, 3,9%-a egyéb, 5,8%-a pedig kettő vagy több etnikumú. A spanyol vagy latino származásúak aránya 9,3% (   )
A háztartások 46,5%-ában élt 18 évnél fiatalabb. 63,2% házas, 11% egyedülálló nő, 5,7% egyedülálló férfi, 20,1% pedig nem család. 14,4% egyedül élt; 4,1%-uk 65 éves vagy idősebb. Egy háztartásban átlagosan 3,02 személy élt; a családok átlagmérete 3,31 fő.
A medián életkor 34,7 év volt. A város lakóinak 28,6%-a 18 évesnél fiatalabb, 8,8% 18 és 24 év közötti, 28,9%-uk 25 és 44 év közötti, 27,4%-uk 45 és 64 év közötti, 6,3%-uk pedig 65 éves vagy idősebb. A lakosok 50%-a férfi, 50%-a pedig nő.

## Infrastruktúra
Covington, Kent, SeaTac és a megye egyes városi ranggal nem rendelkező településeinek tűzvédelméért a Puget Sound Regional Fire Authority (RFA) felel. A covingtoni tűzoltóállomást 2009-ben adták át, amely egyben az RFA igazgatósági üléseinek helyszíne is.
A város uszodát és parkokat is üzemeltet, valamint egy túraútvonalat is karbantart.

## Nevezetes személyek
- Lindsey Moore, kosárlabdázó[16]
- Reese McGuire, baseballjátékos[17]

## Fordítás
- Ez a szócikk részben vagy egészben  a   Covington, Washington című angol Wikipédia-szócikk ezen változatának fordításán alapul.  Az eredeti cikk szerkesztőit annak laptörténete sorolja fel. Ez a jelzés csupán a megfogalmazás eredetét és a szerzői jogokat jelzi, nem szolgál a cikkben szereplő információk forrásmegjelöléseként.